# Kościół św. Leonarda w Lipnicy Murowanej
Kościół św. Leonarda – drewniany kościół cmentarny, usytuowany w Lipnicy Dolnej w powiecie bocheńskim. W 2003 roku wpisany, wraz z innymi drewnianymi kościołami południowej Małopolski, na listę światowego dziedzictwa UNESCO.

## Opis
Kościół znajduje się nad rzeczką Uszwicą, poza historyczną granicą dawnych obwarowań miejskich Lipnicy Murowanej. Kościół zbudowano prawdopodobnie pod koniec XV wieku, na miejscu wcześniejszej świątyni. Jednak według miejscowej tradycji pochodzi on z roku 1143 lub 1203 – taką datę można odczytać na północno-wschodniej ścianie prezbiterium – i stoi na miejscu dawnej pogańskiej gontyny.
Zachował się do dziś w stanie prawie niezmienionym i należy do najcenniejszych drewnianych kościołów gotyckich Polski. Jest to świątynia orientowana, o konstrukcji zrębowej, dwudzielna. Prezbiterium zamknięte jest trójbocznie. Nawa jest szersza, w kształcie kwadratu. W XVII wieku kościół został otoczony malowniczymi sobotami, w tym czasie dodano także wieżyczkę na sygnaturkę. Przy prezbiterium nie ma zakrystii. Dach świątyni jest jednokalenicowy, o konstrukcji więźbowo-zaskrzynieniowej, kryty gontem. Zgodnie z dawną tradycją okna są tylko po stronie południowej, zaś drzwi wejściowe od południa i zachodu.
Wnętrze nakryte jest stropami z zaskrzynieniami w nawie. Na stropach znajduje się polichromia patronowa: w nawie z końca XV wieku, w prezbiterium z XVI wieku. Na zaskrzynieniach znajdują się deski z dekoracją o motywach kasetownowych, wykonaną prawdopodobnie w XVII wieku. Malowidła w prezbiterium pochodzą z 1689 roku (data wymalowana w północno-wschodnim narożu). Na zamknięciu przedstawiono Ukrzyżowanie na tle draperii podtrzymywanej przez aniołów, na ścianie północnej Sąd Ostateczny, na południowej Ostatnią Wieczerzę i wizerunek Najświętszej Marii Panny adorowanej przez św. Szymona z Lipnicy. W nawie, na ścianie północnej, znajduje się polichromia z 1711 roku (data na belce tęczowej). Dekoracja chóru muzycznego składają się charakteryzujące się ludową ekspresją malowidła przedstawiające Dekalog. W kościele znajdowały się dawniej trzy zabytkowe tryptyki. Zostały skradzione w nocy z 4 na 5 lipca 1992 roku, a następnie odzyskane. Zdecydowano się jednak umieścić je w Muzeum Diecezjalnym w Tarnowie. Dziś w Lipnicy można podziwiać ich kopie. Na wyposażenie świątyni składają się:
- kopia tryptyku św. Leonarda, pochodzącego z ok. 1510 roku[8]. W polu środkowym św. Leonard z kajdanami w rękach, św. Wawrzyniec i św. Florian. Na skrzydłach bocznych ukazano sceny z życia św. Leonarda i wizerunki świętych;
- kopia tryptyku św. Mikołaja, pochodzącego z ok. 1530 roku[9]. W polu środkowym św. Mikołaj, który ofiarowuje trzem biednym pannom posag w postaci trzech złotych kul;
- kopia tryptyku Adoracji Dzieciątka Jezus, pochodzącego z 3 lub 4 ćw. XV wieku[5];
- grupa Pasji na belce tęczowej, w skład której wchodzą krucyfiks oraz figury Matki Boskiej i św. Jana;
- barokowe obrazy na południowej ścianie nawy;
- gotycka płaskorzeźba Zaśnięcia Najświętszej Marii Panny z końca XIV wieku[5].

Ciekawym elementem jest też belka podtrzymująca ołtarz od tyłu. Rzekomo jest to dawna rzeźba Świętowita.
W posadzce nawy znajduje się płyta nagrobna Antoniego Ledóchowskiego, ojca sióstr bł. Marii Teresy i św. Julii Marii.
Cennym zabytkiem jest feretron procesyjny z płaskorzeźbą Trójcy Świętej
Kościół został poważnie uszkodzony przez powódź w 1997 roku. Woda podmyła wówczas fundamenty i dostała się do wnętrza. Całkowicie zniszczyła kryptę i znajdujący się w niej nagrobek. Świątynię uratowali mieszkańcy wsi, przywiązując ją linami do potężnych drzew. Po ustąpieniu powodzi szybko przystąpiono do gruntownych prac remontowych. W 2003 roku kościół został wpisany na listę światowego dziedzictwa UNESCO.
Nerwowo było również w roku 2010. Wówczas kościółek otoczono specjalnym kołnierzem, który zabezpieczył go przed zalaniem. W 2014, gdy poziom pobliskich rzek przekroczył stany alarmowe, strażacy PSP w Bochni i z 4 jednostek OSP z terenu gminy Lipnica Murowana zabezpieczyli otoczenie kościoła mobilnymi zaporami wodnymi, które wypożyczono od Państwowej Straży Pożarnej w Bochni.
W roku 2016, dzięki staraniom ks. Zbigniewa Krasa, dotychczasowego proboszcza Parafii św. Leonarda w Lipnicy Murowanej, a obecnego kapelana Prezydenta Andrzeja Dudy oraz Komendanta Państwowej Straży Pożarnej w Bochni – st. bryg. mgr inż. Krzysztofa Kokoszki, 16 marca w Lipnicy Murowanej, została przekazana specjalnie zaprojektowana przez firmę SUPRON1 mobilna zapora przeciwpowodziowa, mająca na celu ochronę światowej klasy zabytku.

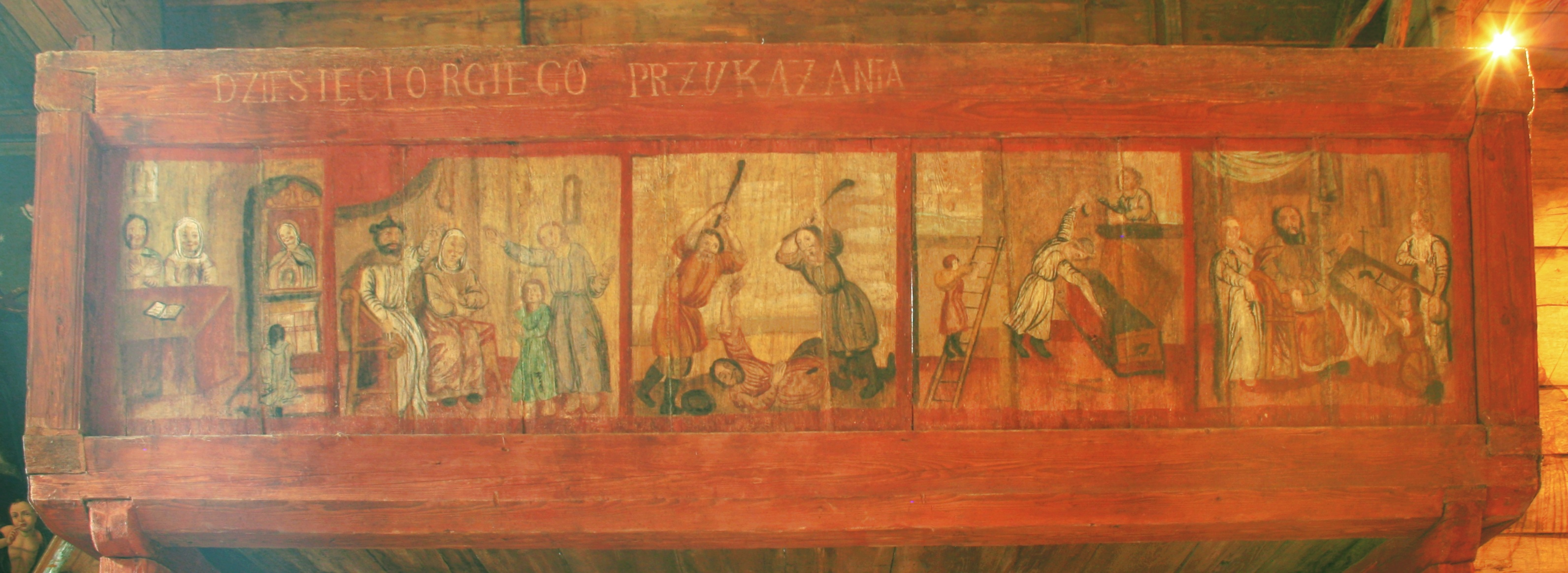
Polichromia z przedstawieniem dziesięciu przykazań
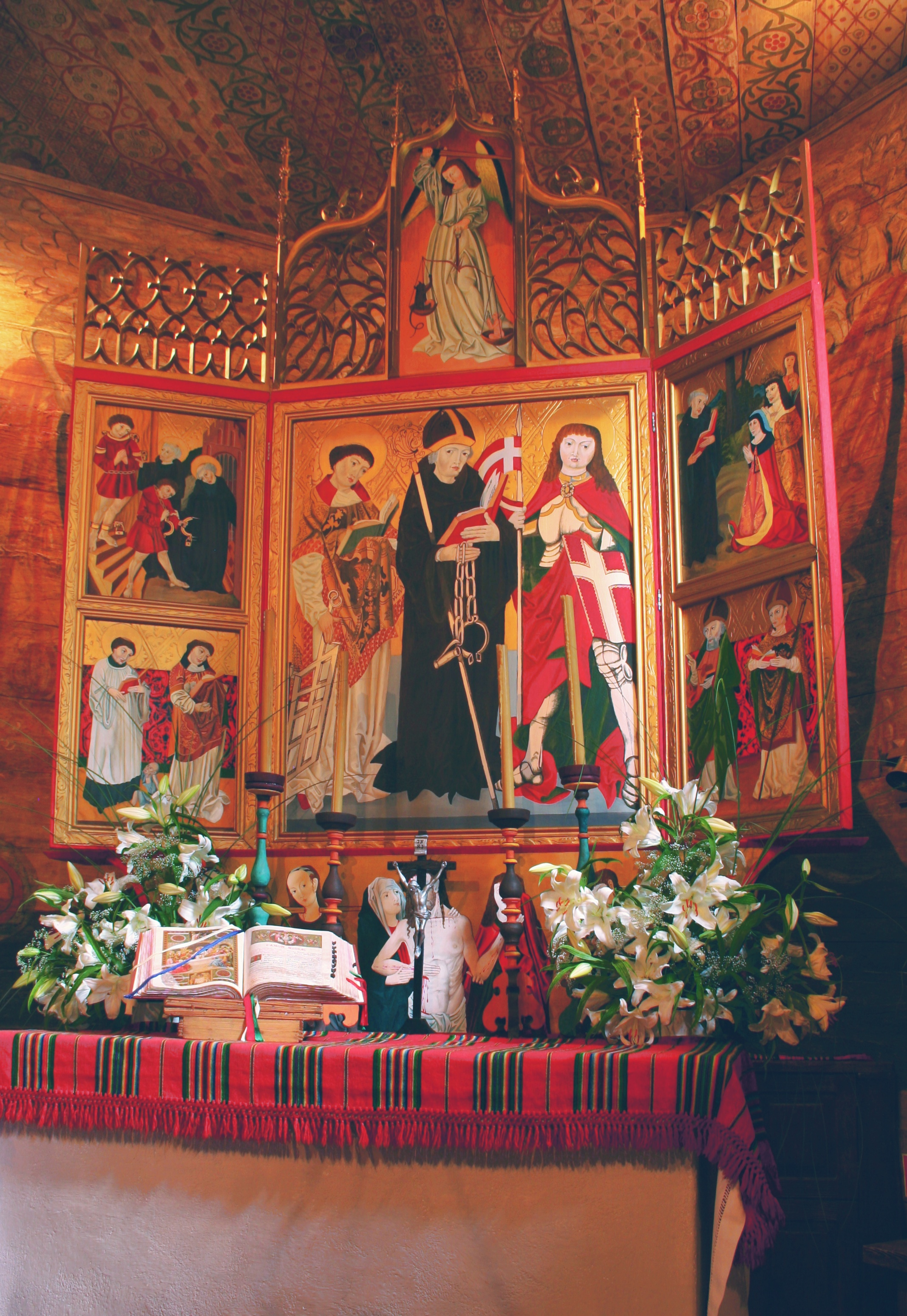
Tryptyk ze św. Leonardem
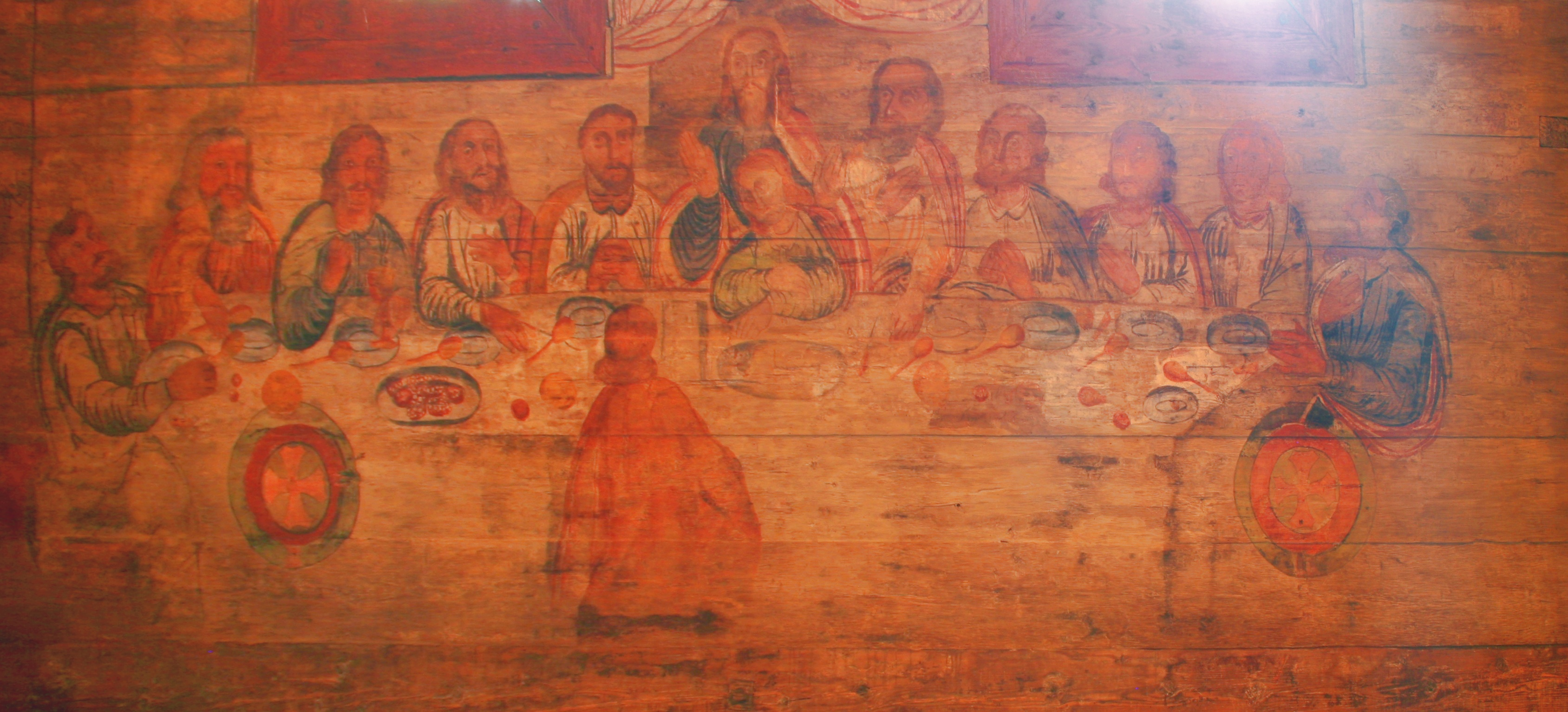
Polichromia z ostatnią wieczerzą
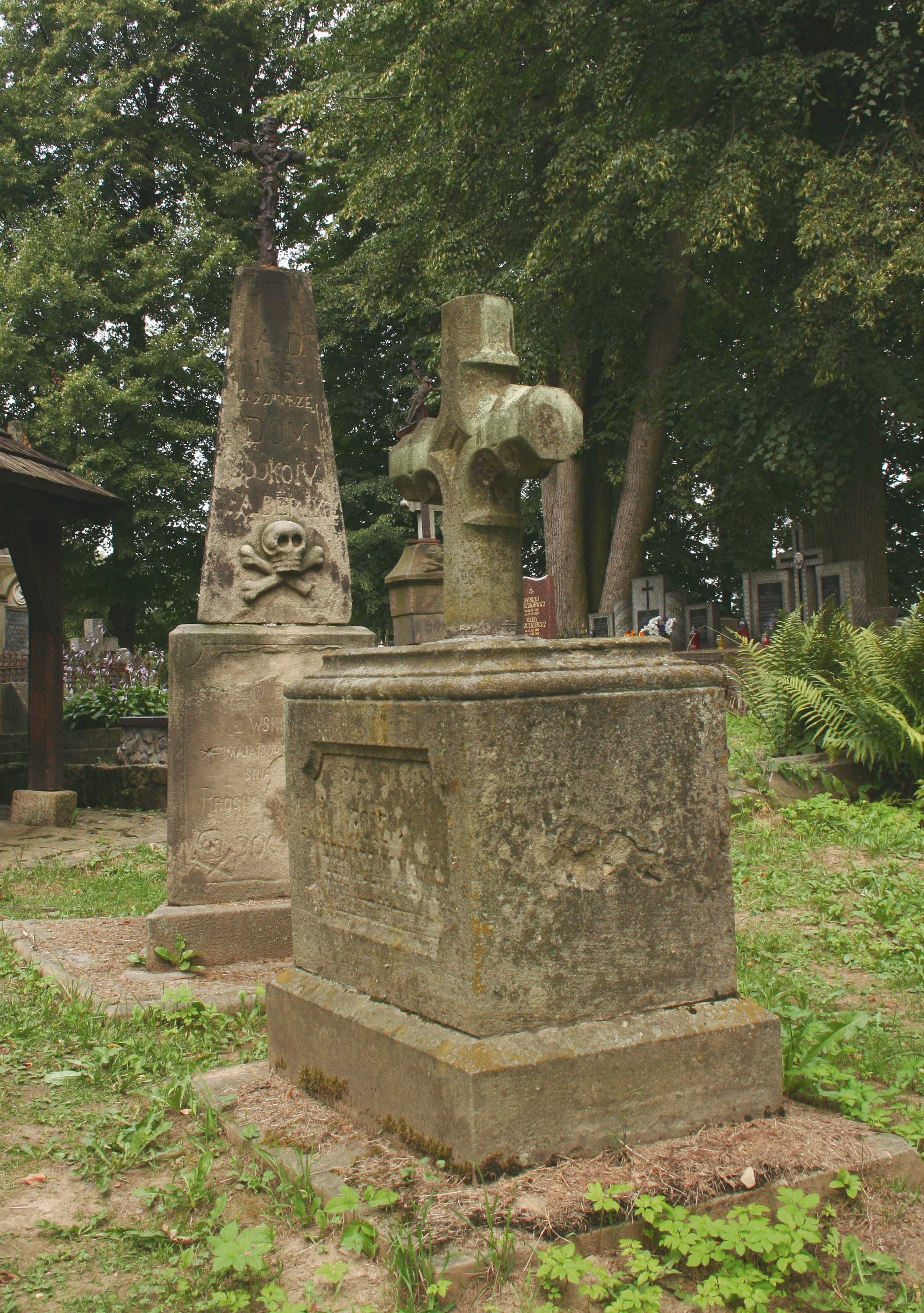
Fragment cmentarza przy kościele
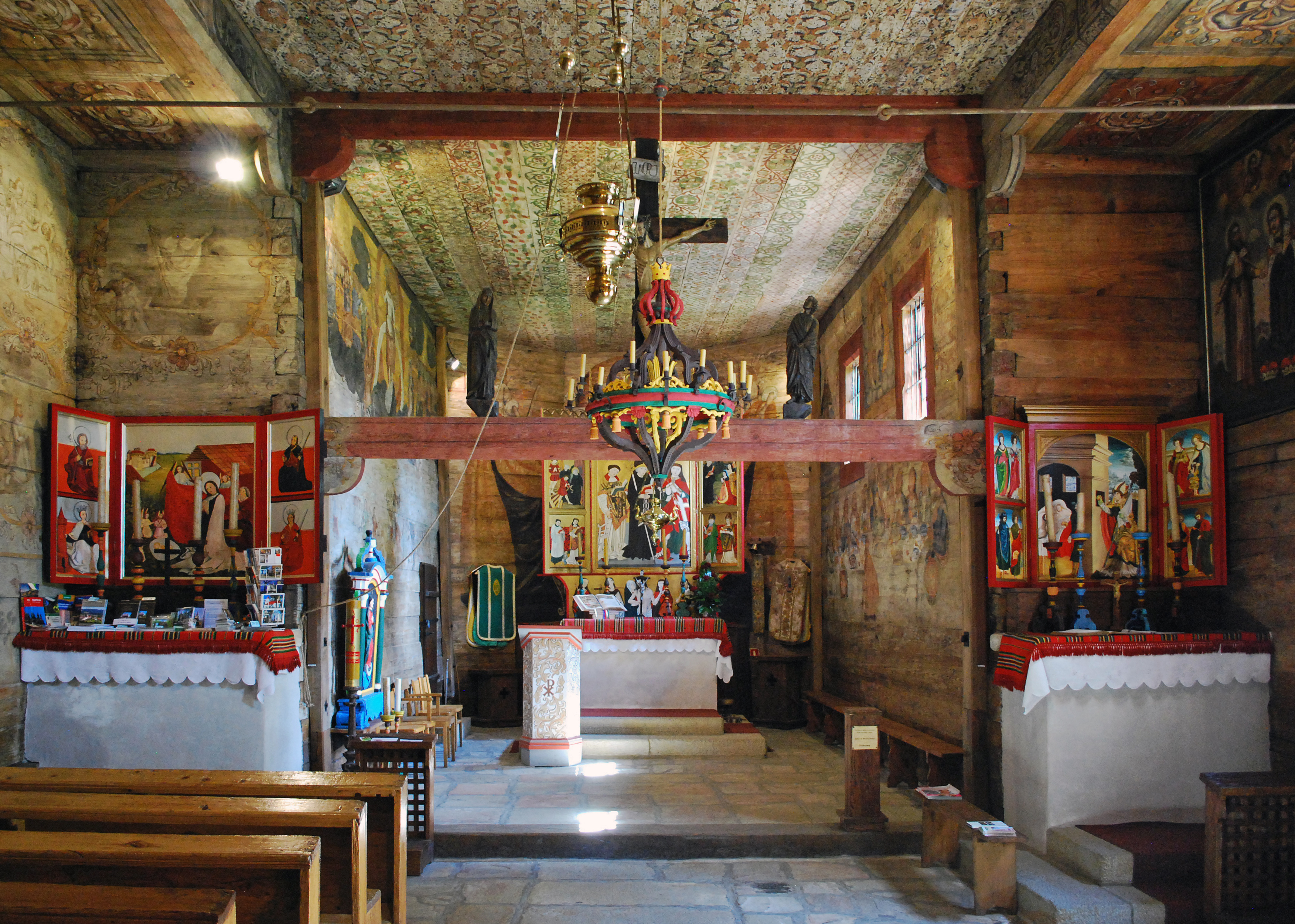
Wnętrze kościoła
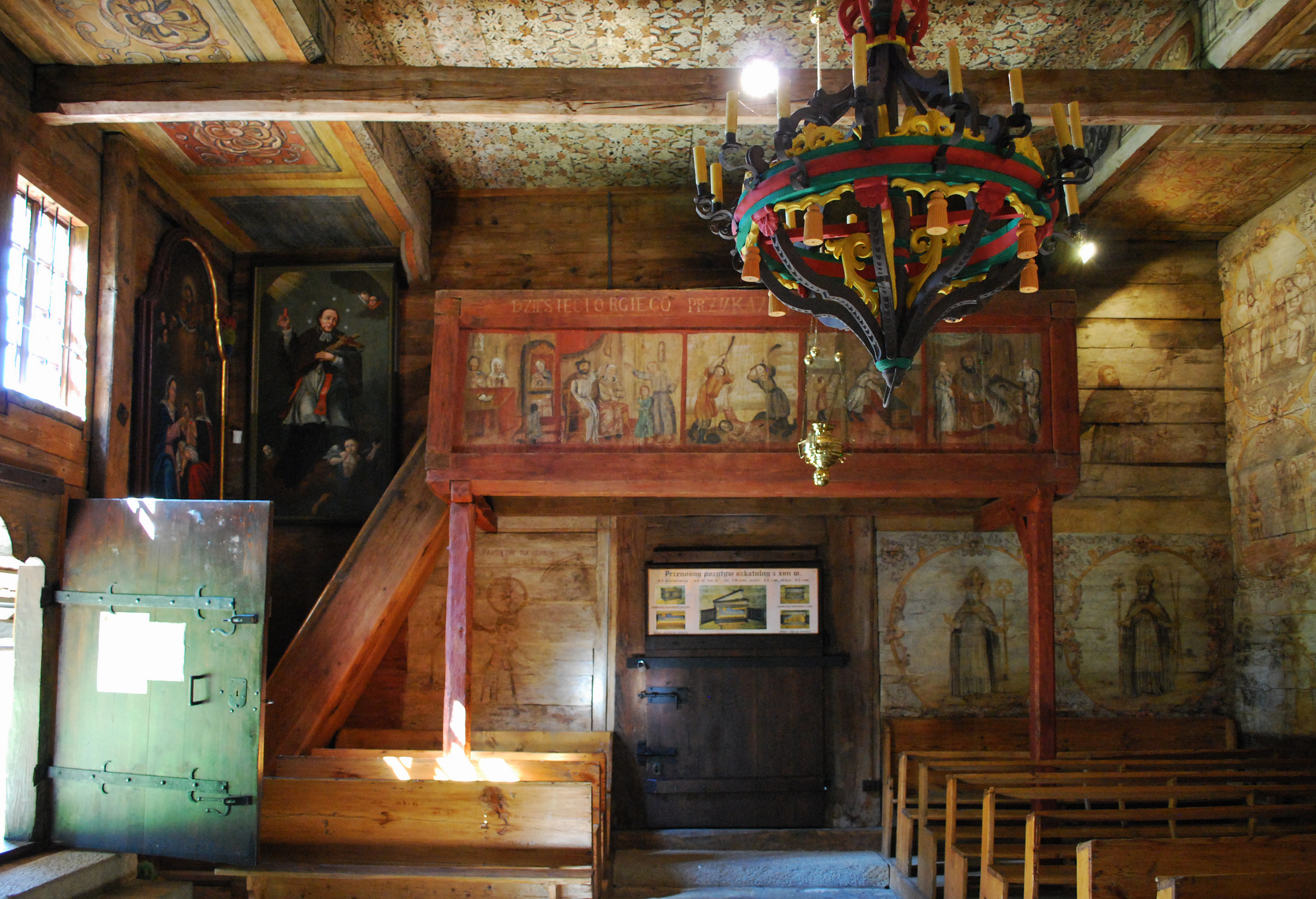
Chór